# Aít Mansor
Aít Mansor (en árabe: أولاد علي منصور‎, en francés: Oulad Ali Mansour) es un municipio marroquí en la región de Tánger-Tetuán-Alhucemas. Desde 1912 hasta 1956 perteneció a la zona norte del Protectorado español de Marruecos.

## Organización administrativa
Está formado por diversas localidades:
- Afechtal
- Guenfich
- Ichouchène
- Ichouroub
- Ifertán
- Izuríah
- Jbala
- Mayul
- Tamalout
- Tazart